# 钟发平
钟发平（1965年—），湖南桃源县人，汉族，中华人民共和国政治人物、第十二届全国人民代表大会湖南地区代表。
毕业于武汉大学化学专业。加入中国共产党。担任湖南科力远新能源股份有限公司董事长。2008年起担任全国人大代表。2013年，担任全国人大代表。